# Dermophis occidentalis
Dermophis occidentalis és una espècie d'amfibis gimnofions de la família Caeciliidae. És endèmica de Costa Rica. Els seus hàbitats naturals inclouen boscos secs tropicals o subtropicals, montans secs, plantacions, jardins rurals i zones prèviament boscoses ara molt degradades.